# Dischidesia cinereus
Dischidesia cinereus är en fjärilsart som beskrevs av George Francis Hampson 1897. Dischidesia cinereus ingår i släktet Dischidesia och familjen mätare. Inga underarter finns listade i Catalogue of Life.